# Rangaku

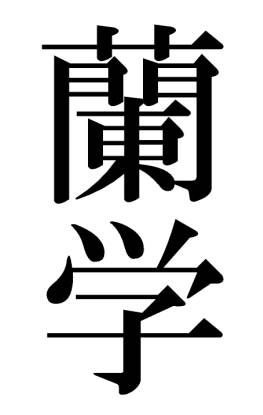
Das Wort Rangaku in chinesischen Schriftzeichen. Das erste Zeichen mit der sinojapanischen Lesung ran (蘭) ist dem Wort o-ran-da (阿蘭陀, auch 和蘭), einer phonetischen Umschreibung für „Holland“, entnommen. Das zweite Zeichen gaku (学) bedeutet Lehre, Kunde, Studien.

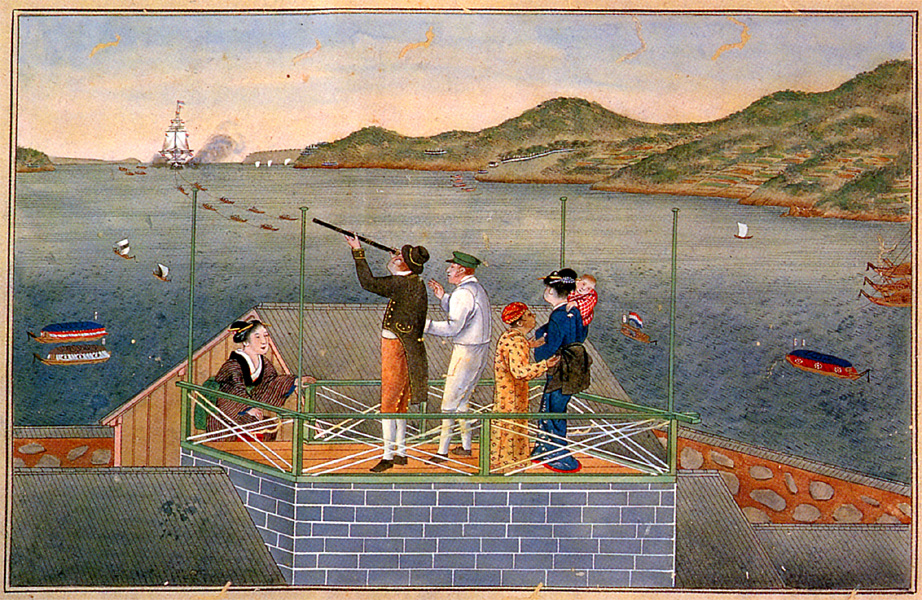
Farbdruck von Kawahara Keiga: Einlaufen eines niederländischen Schiffs (蘭船入港図): Philipp Franz von Siebold mit Fernrohr, sowie seine japanische Lebensgefährtin Sonogi O-Taki und seine Tochter Kusumoto Ine

Als Rangaku (japanisch 蘭学, „Hollandkunde“, „Hollandstudien“) bezeichnet man die Erkundung des Westens durch das Medium der niederländischen Sprache während der Zeit der Abschließung Japans von 1641 bis 1854. Zwar war der Zugang zu westlichen Büchern, Instrumenten und anderen Materialien zunächst durch diverse Restriktionen erschwert, doch nach 1720, als Shōgun Tokugawa Yoshimune die Einfuhr ausländischer Bücher – mit Ausnahme christlicher Schriften – völlig freigab, konnten nicht nur die privilegierten Dolmetscher, Leibärzte und Gelehrte niederländische bzw. in die niederländische Sprache übersetzte Bücher auswerten. Zugleich sammelte man Informationen von den Europäern in der Handelsniederlassung Dejima und studierte Objekte, welche die Niederländische Ostindien-Kompanie (VOC) ins Land brachte. Besonderes Interesse galt der Medizin, der Militärtechnik und der Agrarwissenschaft. Überdies mussten die Niederländer in jährlichen Berichten über die Ereignisse in Europa und andere bedeutsame Vorgänge in der Welt informieren (fūsetsugaki).
Dank dieser Studien war Japan trotz seiner eingeschränkten Beziehungen zum Ausland nicht völlig unvorbereitet, als 1853 die sogenannten Schwarzen Schiffe unter dem Kommando des Amerikaners Matthew Perry in die Bucht von Edo einliefen, um die Öffnung des Landes zu erzwingen. Man war sich über die Kolonialbestrebungen der westlichen Mächte in Asien im Klaren, wusste über deren Technologie Bescheid und hatte in der Auseinandersetzung mit westlichem Know-how die Grundlagen für die rasche Modernisierung des Landes in der zweiten Hälfte des 19. Jahrhunderts gelegt.

## Terminologie
Der Terminus „Rangaku“ ist nicht unbelastet. Eingeführt und verwendet wurde er von dem Arzt Sugita Gempaku (杉田 玄白; 1733–1817) und anderen Pionieren des 18. Jahrhunderts. Besonders Sugitas Altersmemoiren (Rangaku koto hajime, dt. „Beginn der Hollandkunde“) übten einen großen Einfluss auf seine Zeitgenossen und die Geschichtsschreibung aus – umso mehr als diese Schrift durch Fukuzawa Yukichi, einen der Väter des modernen Japan, propagiert wurde. Sugita ignorierte weitgehend die historischen Pionierleistungen der Dolmetscher/Gelehrten in Nagasaki und setzte sich und seinen Zeitgenossen als Begründer einer neuen Bewegung ein Denkmal. Tatsächlich aber baut die Hollandkunde des ausgehenden 18. und des 19. Jahrhunderts auf den Leistungen der vorangegangenen Generationen auf. So manche Handschrift des 17. Jahrhunderts wurde in dieser Zeit genutzt, zuweilen auch in Unkenntnis des Alters.
Im begrifflichen Umfeld der Rangaku finden sich der Terminus Yōgaku (洋学, dt. „Weststudien“). Er wurde zunächst zur Bezeichnung der Ausweitung japanischer Studien auf weitere Wissenschafts- und Technikbereiche und der Loslösung von der niederländischen Sprache im 19. Jahrhundert verwendet. In diesem Sinne erscheint er auch heute noch gelegentlich. Während der letzten Jahrzehnte verbreitete sich zugleich die Verwendung als übergreifende Bezeichnung für die japanische Beschäftigung mit dem Westen vor der Meiji-Periode. Diese Deutung schließt das Zeitalter der portugiesisch-japanischen Kontakte ein und wird inzwischen von der Mehrheit der Autoren zur Geschichte der Weststudien (yōgakushi) getragen. Im Chinesischen wird hierfür der Terminus xixue(西学, wörtlich „Weststudien“) verwendet.

## Geschichte
Die Kaufleute, Handelsassistenten und Ärzte der Niederländischen Ostindien-Kompanie auf der künstlichen Insel Dejima in der Bucht von Nagasaki waren 1640 die einzigen Europäer, denen man die Anlandung in Nagasaki erlaubte. Ihr Aufenthalt wurde sorgfältig überwacht. Zudem musste der Leiter (opperhoofd) der Niederlassung (factorij) einmal jährlich (ab 1790 alle vier Jahre) nach Edo ziehen, um dem Shōgun seine Reverenz zu erweisen. Über die „Rotschöpfe“ (kōmōjin) lernten die Japaner die Errungenschaften der industriellen und wissenschaftlichen Revolution des Westens kennen. Nachdem das Studium der niederländischen Sprache und Schrift im 18. Jahrhundert auch außerhalb der Dolmetscherkreise von Nagasaki einen Aufschwung nahm, erwarben und übersetzten japanische Gelehrte mit zunehmendem Erfolg westliche Fachwerke. Zudem gelangten schon seit dem 17. Jahrhundert medizinische Instrumente, Destilliervorrichtungen, Lupen, Mikroskope, Teleskope, „Wettergläser“, Uhren, Ölgemälde und viele andere nützliche oder kuriose Raritäten ins Land, welche die Beschäftigung mit dem Westen stimulierten. So wurden schon früh elektrische Phänomene und Heißluftballons bekannt.
In etwas mehr als zweihundert Jahren wurden zahlreiche Bücher zur niederländischen Sprache, westlichen Medizin und Technik gedruckt, die sich in der Bevölkerung großer Beliebtheit erfreuten. Dank des hohen Bildungsgrads (der Grad der Alphabetisierung betrug zwischen 70 und 80 Prozent) in Stadt und Land wurden die über Dejima einlaufenden Informationen bis in die Regionen verbreitet. Wissensdurstige Japaner zogen nach Nagasaki, um dort bei landesweit bekannten  „Holland-Dolmetschern“ (阿蘭陀通詞 / 阿蘭陀通事, oranda tsūji)  westliche Texte und Objekte zu studieren. Auf „Arzneimittel-Versammlungen“ (yakuhin’e) stellte man seine Schätze aus und traf Gleichgesinnte aus anderen Regionen. Bei berühmten Sammlern nahm der Andrang der Besucher kein Ende. In Ballungszentren gab es zudem Läden, die auf westliche Kuriositäten spezialisiert waren. Schließlich entstanden private, auf Hollandkunde spezialisierte Schulen (蘭学塾, rangaku juku).

### Frühe Erkundungen (1640–1720)
Während der ersten Phase der Rangaku fand der Wissenstransfer selektiv und unter diversen Einschränkungen statt. Nach der Vertreibung der letzten Portugiesen (Nanbanjin) im Jahr 1639 und der Unterdrückung des japanischen Christentums wurden westliche und chinesische Bücher mit christlichem Inhalt strengstens verboten. Medizinische, astronomische und andere wissenschaftliche Werke kamen jedoch weiterhin mit Duldung der Behörden ins Land. Zugleich forderten einflussreiche Personen im Umfeld des Shōgun　wie Inoue Masashige, Inaba Masanori, teils aus persönlichem Interesse, teils aus politischen Motiven, neben Fachbüchern allerlei Instrumente, Gemälde, Medikamente, Samen, Modelle und andere Raritäten an und ließen sich diese erklären. Auf diese Weise lernten auch die japanischen Übersetzer der Niederlassung Dejima, die anschließend einen Bericht anzufertigen hatten, zahlreiche westliche Dinge kennen, entwickelten eine neue Nomenklatur und eigneten sich ein beachtliches Sachwissen an. Einige, wie Narabayashi Chinzan (楢林 鎮山; 1648–1711), Nishi Gempo ((西玄甫; ?－1684 ))､Motoki Shōzaemon (本木 庄左衛門; 1767–1822), Yoshio Kogyū (1724–1800) u. a.m. gaben ihr Wissen an Schüler weiter. Da das Dolmetscheramt in der Familie blieb, wurde in diesen Häusern ein beachtlicher Schatz an Schriften, Objekten und Wissen akkumuliert.
Die Niederländer erstatteten zudem alljährlich über politische Ereignisse in der Welt schriftlich Bericht. Auch mussten sie anlässlich ihrer Hofreise nach Edo in Gesprächen mit Würdenträgern vielerlei Auskünfte geben, die aufgezeichnet und immer wieder überprüft wurden. Nachdem der Leipziger Chirurg Caspar Schamberger 1650 während seines zehnmonatigen Aufenthalts in Edo einflussreiche hohe Herren mit seinen Therapien beeindruckt hatte, war der Arzt ein gefragter Gesprächspartner. Zugleich gelangten über den sogenannten Privathandel allerlei nützliche und kuriose Dinge ins Land.  Viele der durch die Dolmetscher und Ärzte verfassten Aufzeichnungen wurden bis ins 19. Jahrhundert handschriftlich kopiert und in allen Landesteilen verbreitet. Die ersten Bücher zur Chirurgie der „Rotschöpfe“  erschienen bereits im 17. Jahrhundert, und auch spätere Generation griffen wiederholt auf die frühen Pionierleistungen zurück.

### Weitere Verbreitung des westlichen Wissens (1720–1839)
Bis zur Lockerung der Importrestriktionen für ausländische Bücher unter dem achten Shōgun Tokugawa Yoshimune im Jahr 1720  war der Erwerb der niederländischen Sprache und die Erschließung westlicher Texte eine Domäne der japanischen Dolmetscher der Handelsniederlassung Dejima, doch dank der Förderung durch Yoshimune verbreiteten sich Holländischkenntnisse nun auch unter interessierten Gelehrten in anderen Regionen.
Nagasaki blieb nach wie vor der Ort, wo man Menschen und Objekte aus dem asiatischen und westlichen Ausland kennenlernen und in kurzer Zeit eine Fülle von Informationen akkumulieren konnte. Die Sammlungen und das Wissen der Dolmetscher wurden daher auch weiterhin überaus geschätzt. Das Anwesen des Dolmetschers und Arztes Yoshio Kōgyū alias Kōsaku mit seiner 'Holland-Halle' (Oranda yashiki) und fremdländischen Pflanzen im Garten war landesweit bekannt. Ein Studienaufenthalt in Nagasaki (長崎遊学, Nagasaki yūgaku) findet sich in der Biographie nahezu aller Anhänger der Hollandkunde. In Nagasaki lernten sich Gleichgesinnte aus den verschiedensten Regionen kennen, was zur Erweiterung des Horizontes und der Entstehung eines landesweiten Netzwerks beitrug.
Auch im 18. Jahrhundert spielte das handschriftliche Kopieren von Aufzeichnungen bei der Verbreitung von Wissen eine wichtige Rolle. Doch erschienen nun mehr Druckwerke, die sich mit der Technik und Wissenschaft des Westens befassen. Eine bekannte Schrift dieser Richtung ist das 1787 von Morishima Chūryō (森嶋 中良; 1754–1808) veröffentlichte Buch „Allerlei Gespräche über die Rotschöpfe“ (紅毛雑話, Kōmō zatsuwa), das  westliche Errungenschaften wie das Mikroskop und den Heißluftballon vorstellt, medizinische Therapien, Maltechniken, das Drucken mit Kupferplatten, den Bau großer Schiffe, Elektrisierapparate beschreibt und die japanischen Geographiekenntnisse aktualisiert.
In den Jahren 1798–1799 erschienen die dreizehn Bände des ersten Holländisch-Japanischen Wörterbuchs Haruma wage (波留麻和解, „Japanische Erklärung des Halma“), das auf François Halmas „Woordenboek der Nederduitsche en Fransche taalen“ aufbaute und 64035 Stichwörter umfasste. Das gewaltige Projekt wurde vom Arzt und Gelehrten Inamura Sampaku (1758–1811) mit der Hilfe von Udagawa Genzui (宇田川 玄隋; 1755–1797) und Okada Hosetsu (岡田 甫説) durchgeführt. Alle drei waren Schüler des Arztes und Holland-Kundlers Ōtsuki Gentaku (1757–1827).
Zwischen 1804 und 1829 eröffnete das Shōgunat im ganzen Land Schulen, durch die sich die neuen Ideen weiter verbreiteten. Zwar wurden die Europäer auf Dejima nach wie vor überwacht, doch kam es zu mehr Kontakten zu japanischen Gelehrten, ja sogar mit interessierten japanischen Landesherren (daimyō) wie Matsura Kiyoshi, Shimazu Shigehide, Okudaira Masataka, Hotta Masayoshi, Nabeshima Naomasa u. a.m. Besonders einflussreich war der deutsche Arzt und Forscher Philipp Franz von Siebold, dem es gelang, im Weiler Narutaki vor Nagasaki ein Anwesen zu nutzen, wo er Patienten behandelte und japanische Schüler in westlicher Medizin ausbildete. Im Gegenzug halfen ihm diese Schüler und viele seiner Kontaktpersonen beim Aufbau einer umfangreichen landes- und naturkundlichen Sammlung. In der Vermittlung westlicher Medizin kam der junge Siebold kaum über das Niveau seiner Vorgänger hinaus. Seine Schüler hatten in Narutaki aber reichlich Gelegenheit, die Arbeits- und Denkweise eines europäischen Gelehrten bei der Erschließung neuer Wissensbereiche zu beobachten. Diese erwies sich als weitaus bedeutsamer. Schüler wie Itō Keisuke (1803–1901), Takano Chōei (1804–1850), Ninomiya Keisaku (1804–1862), Mima Junzō (1795–1825) oder Taka Ryōsai (1799–1846) spielten später eine wichtige Rolle bei der geistigen Öffnung der japanischen Wissenschaften.

### Politisierung (1839–1854)
Mit der zunehmend heftigeren Debatte um Japans Verhältnis zum Westen gewann die Hollandkunde auch politische Züge. Die meisten Holland-Gelehrten (rangakusha) befürworteten eine stärkere Absorbierung westlichen Wissens und die Liberalisierung des Außenhandels, um das Land technologisch zu stärken und zugleich den als überlegen erachteten japanischen Geist zu bewahren. Doch im Jahr 1839 wurden Personen, die sich mit westlichem Wissen beschäftigten, kurzzeitig unterdrückt, als sie das vom Shōgunat erlassene Edikt zur Vertreibung fremder Schiffe kritisierten. Dieses Gesetz war 1825 erlassen worden und befahl die Vertreibung sämtlicher nichtholländischer Schiffe aus japanischen Gewässern. Es war unter anderem die Ursache für den Morrison-Zwischenfall von 1837. Die umstrittene Regelung wurde 1842 aufgehoben.
Dank der Hollandkunde hatte Japan ein, wenn auch grobes, Bild der westlichen Wissenschaft. Mit der Öffnung des Landes gegen Ende der Edo-Zeit (1853–1867) ging diese Bewegung in breiter angelegten, umfassenden Modernisierungsaktivitäten auf. Das Land verfügte nach der Liberalisierung des Außenhandels im Jahr 1854 über die theoretischen und technologischen Grundlagen, um eine radikale und rasche Modernisierung voranzutreiben. Studenten wurden nach Europa und Amerika geschickt und westliche Spezialisten als „Kontraktausländer“  (o-yatoi gaikokujin) nach Japan eingeladen, um moderne Wissenschaft und Technik zu vermitteln.

## Wichtige Bereiche der Hollandkunde

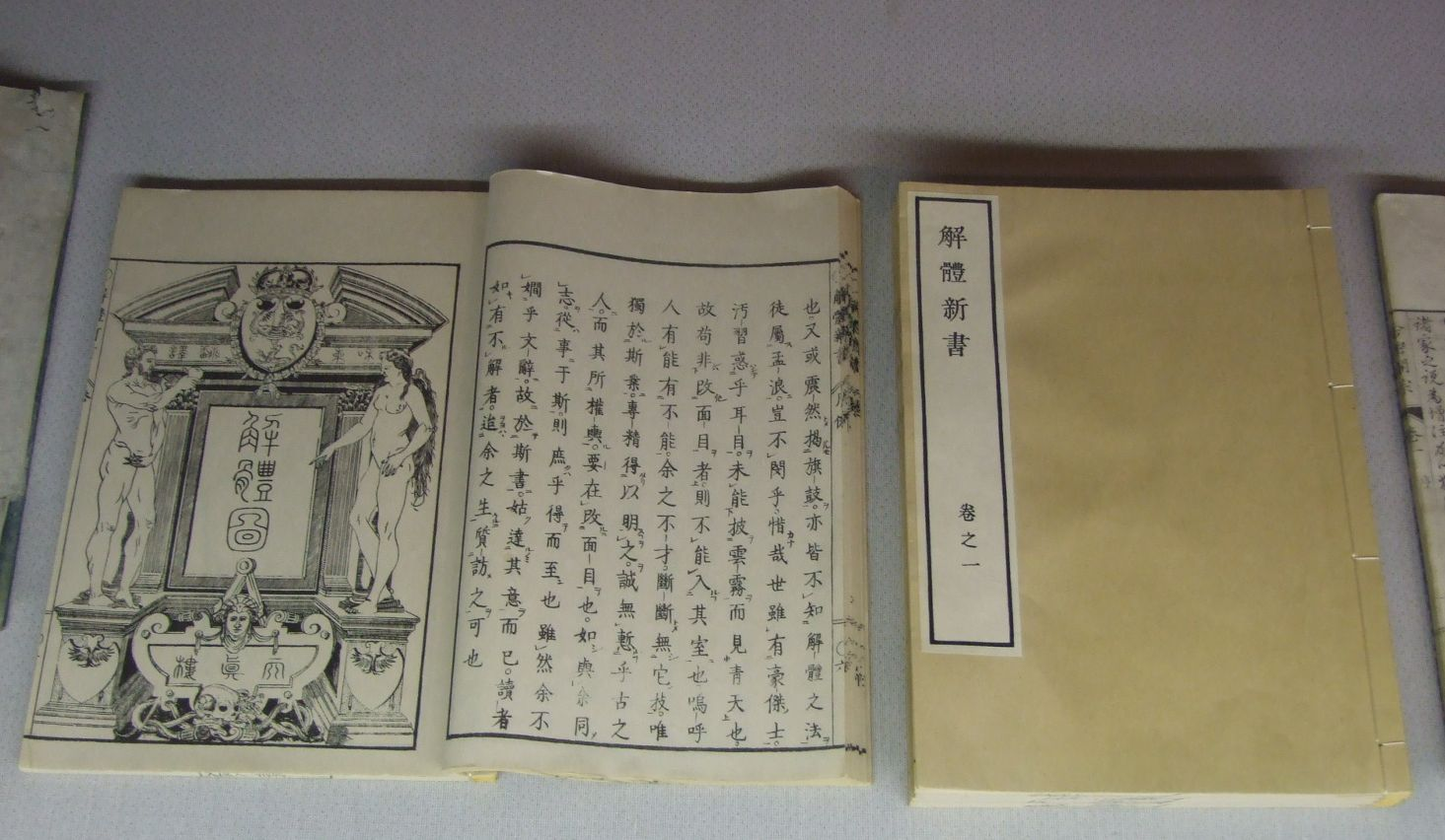
„Neues Buch der Anatomie“ (Kaitai shinsho, 1774), die japanische Übersetzung der „Anatomischen Tafeln“ von J.A. Kulmus

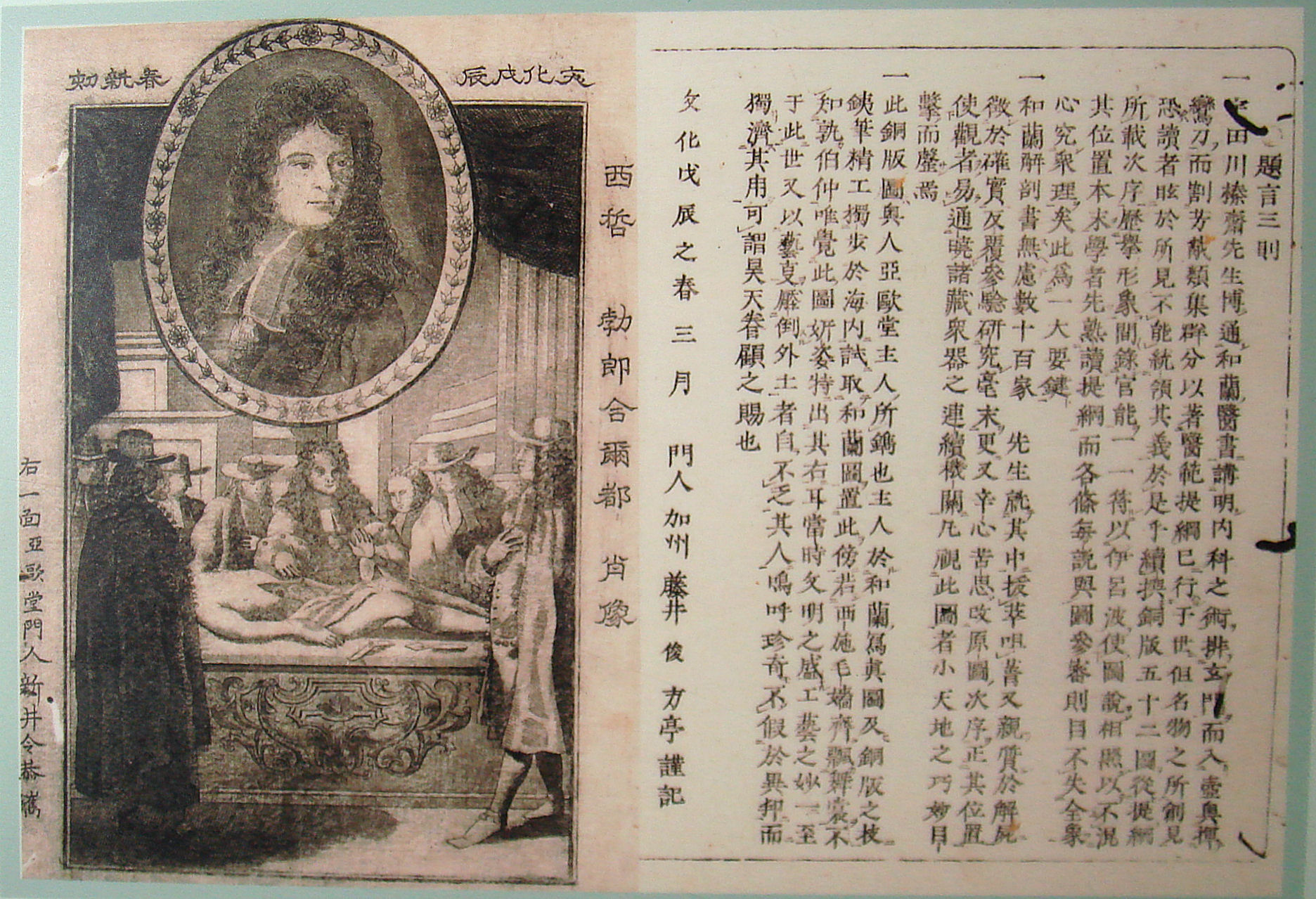
„Leitfaden der Medizin“ (Ihan teikō, 医範提綱). Übersetzt und im Jahr 1808 publiziert von Udagawa Genshin (1769–1824).

### Medizin
Schon im 17. Jahrhundert kamen über die Niederländer Bücher zur Medizin ins Land, die man sich erklären ließ, im 18. Jahrhundert dann mehr und mehr auch aus eigener Kraft erschließen und übersetzen konnte. Lange beschränkte man sich vorwiegend auf chirurgische Therapien (Behandlung von Wunden, Geschwulsten, Brüchen, Dislokationen usw.). Hierzu brauchte man keine besonderen Kenntnisse in westlicher Pathologie. Japanische Texte zur westlichen Anatomie findet man bereits im 17. Jahrhundert, sie spielten jedoch in der ärztlichen Praxis keine Rolle. Bis ins 19. Jahrhundert gehen nicht nur die Ärzte der holländischen Richtung (蘭方医, ranpō-i) eklektisch vor. Auch unter den Anhängern der  traditionellen Heilkunde beobachtet man die Übernahme westlicher Heilmittel und Ideen.
Die Hinwendung zur Anatomie und Sektion von Leichen wurde nicht von einem Hollandkundler, sondern von einem Vertreter der sinojapanischen Tradition, Yamawaki Tōyō (山脇 東洋; 1706–1762), eingeleitet, der auf Diskrepanzen in klassischen Texten aufmerksam geworden war und das „Neun-Organe-Konzept“ des chinesischen Werks Zhou-Li überprüfen wollte. Die Ergebnisse der mit behördlicher Genehmigung an einem hingerichteten Verbrecher vorgenommenen eintägigen Dissektion wurden 1759 unter dem Titel Zōshi (蔵志, dt. „Anatomie“) publiziert. Aus heutiger Sicht ist der Inhalt dürftig, doch erregte diese Sektion und die Möglichkeit einer behördlich geduldeten Publikation großes Aufsehen. Es kam zu Sektionen in vielen Teilen des Landes. Kawaguchi Shinnin (河口 信任; 1736–1811) war der erste Arzt, der selbst zum Messer griff. Er und sein Mentor Ogino Gengai (荻野 元凱; 1737–1806), ein eklektischer Traditionalist, verließen sich stärker als Yamawaki auf die eigene Beobachtung, vermaßen Organe und registrierten deren Eigenschaften. Gegen Oginos Widerstand, der Verwirrungen im Ärztestand und Unruhe unter der Bevölkerung befürchtete, publizierte Kawaguchi 1774 das Werk Kaishihen (解屍編, dt. „Leichensektion“).
Im selben Jahr erschien die „Neue Abhandlung zur Anatomie“ (解体新書, Kaitaishinsho), eine von Maeno Ryōtaku, Sugita Gempaku, Nakagawa Jun’an, Katsuragawa Hoshū und anderen Ärzten angefertigte Übersetzung der „Ontleedkundige Tafelen“ (1734), einer niederländischen Ausgabe der „Anatomischen Tafeln“ (1732) von Johann Adam Kulmus. Die teils auch aus anderen Quellen stammenden Abbildungen fertigte der in westlicher Malerei geschulte Odano Naotake (1749–1780) an. Die Qualität der Übersetzung ließ viele Wünsche offen, doch übertraf dieses Werk inhaltlich alles, was bisher zur Anatomie publiziert worden war. Es stimulierte eine neue Sicht des menschlichen Körpers und diente zugleich als Beispiel, wie man Zugang zu hochwertigem westlichen Wissen gewinnt.
Am 13. Oktober 1804 nahm der Chirurg Hanaoka Seishū (1760–1835) anlässlich einer Brustkrebsoperation (Mastektomie) die weltweit erste  Vollnarkose vor. Hierzu verwendete er ein auf der Grundlage chinesischer Kräuter entwickeltes Narkosemittel, das zunächst zur Schmerzunempfindlichkeit und dann zur Bewusstlosigkeit führte. Diese Pionierleistung fand mehr als vierzig Jahre vor den ersten westlichen Versuchen mit  Diethylether (1846) und Chloroform (1847) durch Crawford Long, Horace Wells und William Morton statt.
1838 gründete Ogata Kōan in Ōsaka eine Schule Hollandstudien, die er Tekitekisai-juku (適々斎塾, häufig zu Tekijuku verkürzt) nannte. Zu den bekanntesten Schülern gehören Fukuzawa Yukichi, der Militärmann und Politiker Ōtori Keisuke (大鳥 圭介; 1833–1911), der Arzt Nagayo Sensai (1838–1902), der Shogunats-Gegner Hashimoto Sanai (橋本 左内; 1834–1859), der Reformierer der Armee Ōmura Masujirō (大村 益次郎; 1824–1869), der Politiker Sano Netami (佐野 常民; 1822/23–1902), die bei der späteren Modernisierung Japans eine Schlüsselrolle spielten. Ogata war der Autor des 1849 veröffentlichten Byōgakutsūron (病学通論), des ersten japanischen Buches über Pathologie.

### Physik

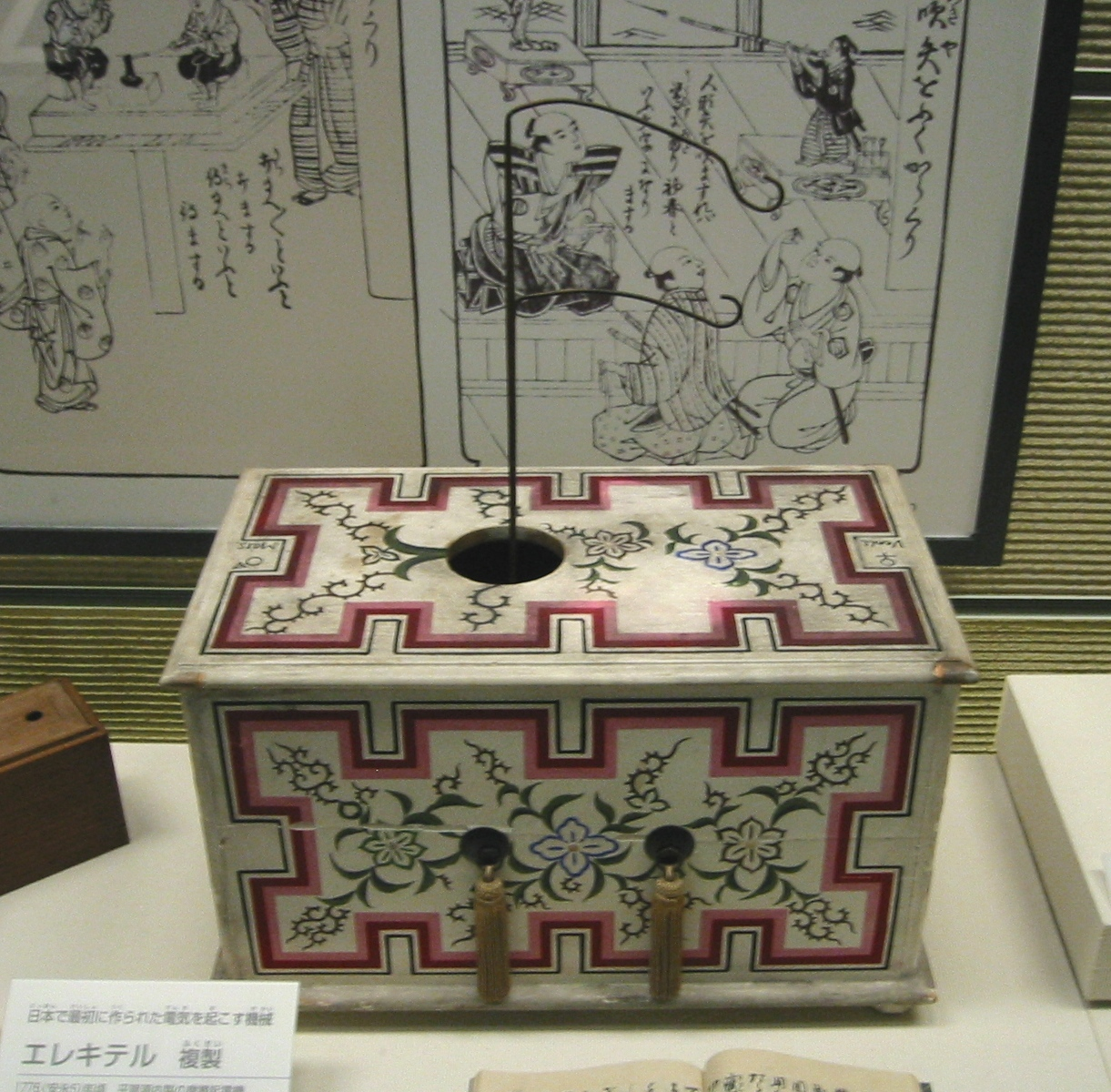
Elekiteru, Japans erste Elektrisiermaschine (1776)

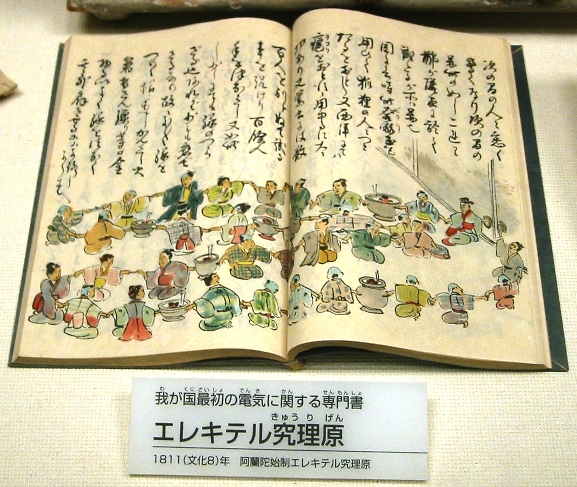
Die erste japanische Abhandlung über elektrische Phänomene, veröffentlicht 1811 von Hashimoto Muneyoshi

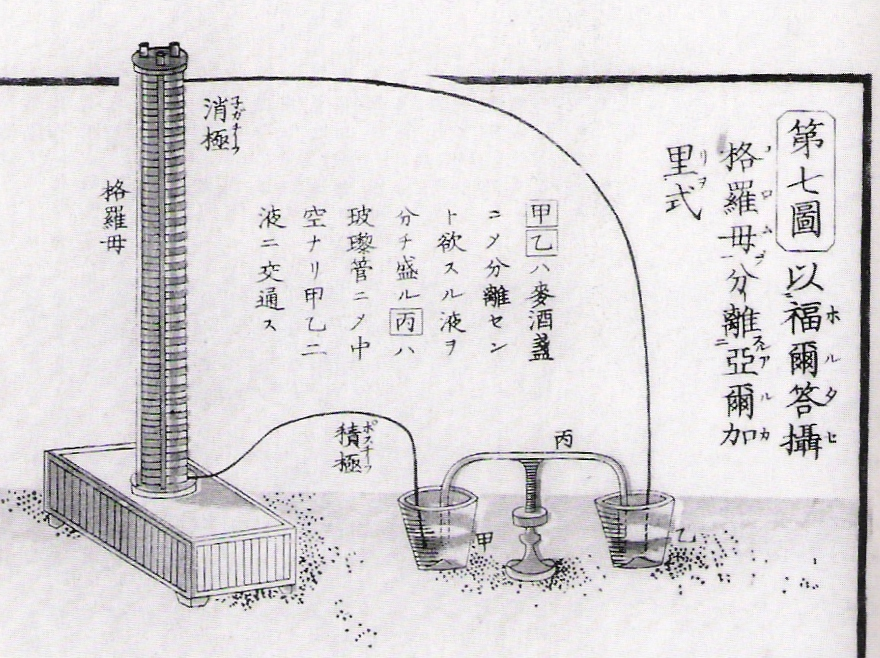
Beschreibung einer Volta-Batterie (1840)

Einige der ersten Rangaku-Gelehrten waren damit beschäftigt, die Theorien der Physik des 17. Jahrhunderts zusammenzutragen. Den größten Einfluss hatte Shizuki Tadao (1760–1806) aus einer Dolmetscher-Familie in Nagasaki. Nachdem er als erster eine systematische Analyse der niederländischen Grammatik vollendet hatte, übersetzte er 1798 die niederländische Ausgabe von „Introductio ad Veram Physicam“ des englischen Autors John Keil (1671–1721), das sich mit den Theorien von Isaac Newton befasst. Shizuki prägte mehrere wissenschaftliche Grundbegriffe in der japanischen Sprache, die heute noch verwendet werden:  重力 (jūryoku, Schwerkraft), 引力 (inryoku, Zugkraft), 遠心力 (enshinryoku, Zentripetalkraft) und 集点 (jūten, Schwerpunkt).
Der konfuzianische Gelehrte Hoashi Banri (1778–1852) veröffentlichte auf der Grundlage von dreizehn niederländischen Büchern im Jahre 1810 eine Anleitung der physikalischen Wissenschaften (Titel: 窮理通, Kyūri-tsū), nachdem er sich die fremde Sprache anhand eines Wörterbuchs selbst beigebracht hatte.

### Elektrische Phänomene
Experimente mit Elektrizität waren ab etwa 1770 weit verbreitet. Nach der Erfindung der Leidener Flasche im Jahr 1745, erwarb Hiraga Gennai um 1770 von den Niederländern Elektrisiermaschinen ähnlicher Art. Statische Elektrizität wurde durch die Reibung eines mit Gold überzogenen Steckens an einer Glasröhre erzeugt. Die Japaner bauten die Leidener Flaschen nach und entwickelten diese zu erekiteru (エレキテル) genannten Vorrichtungen weiter. Wie in Europa dienten diese frühen Generatoren vorwiegend zur Belustigung, die in Kuriositätenläden zum Verkauf angeboten wurden. Man versuchte sie aber auch, in der Medizin einzusetzen. Im Buch „Allerlei Gespräche über die Rotschöpfe“ wird erekiteru als Maschine beschrieben, „die es erlaubt, Funken aus dem menschlichen Körper zu ziehen, um damit kranke Körperteile zu behandeln.“ Insbesondere der physikalisch ambitionierte Erfinder Sakuma Shōzan entwickelte auf dieser Grundlage weitere Apparate.
Japans erste Abhandlung über Elektrizität, „Prinzipien des von den Holländern erfundenen elekiteru“ (阿蘭陀始制エレキテル究理原) wurde 1811 von Hashimoto Muneyoshi (1763–1836) veröffentlicht. Hashimoto beschreibt Experimente mit elektrischen Generatoren, des Weiteren die Leitung elektrischer Energie durch den menschlichen Körper sowie die um 1750 von Benjamin Franklin durchgeführten Experimente mit Blitzen und zahlreiche andere elektrische Phänomene.

### Chemie
Im Jahr 1840 veröffentlichte Udagawa Yōan (1798–1846) seine „Einführung in die Chemie“ (舎密開宗, Seimikaisō), das eine breite Auswahl wissenschaftlicher Erkenntnisse des Westens beschreibt. Der überwiegende Teil des von ihm genutzten niederländischen Materials geht wahrscheinlich auf die 1799 von William Henry veröffentlichten „Elements of Experimental Chemistry“ zurück. Utagawa verfasste auch eine detaillierte Beschreibung der vierzig Jahre zuvor von Alessandro Volta erfundenen Batterie. 1831 baute er diese nach und verwendete sie in verschiedenen Experimenten. Er versuchte sich auch am Einsatz in der Medizin, da er wie Ärzte in Europa an die therapeutischen Kräfte der Elektrizität glaubte.
Utagawas Buch stellt überdies erstmals die Entdeckungen und Theorien von Antoine Laurent de Lavoisier vor. Einige, von ihm geschaffene Übersetzungen haben ihren Platz in der modernen wissenschaftlichen Terminologie Japans gefunden:  酸化 (sanka, Oxidation), 還元 (kangen, Reduktion), 飽和 (hōwa, Sättigung) oder 元素 (genso, Substanz).

### Optik

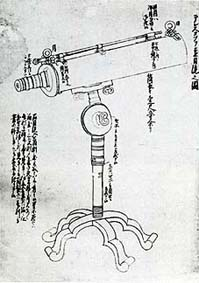
Spiegelteleskop von Kunitomo Ikkansai (1831)

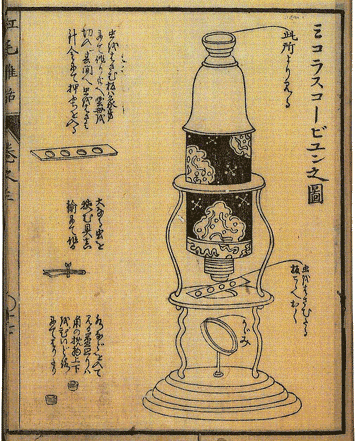
Beschreibung eines Mikroskops im Buch „Allerlei Gespräche über die Rotschöpfe“ (紅毛雑話) von 1787.

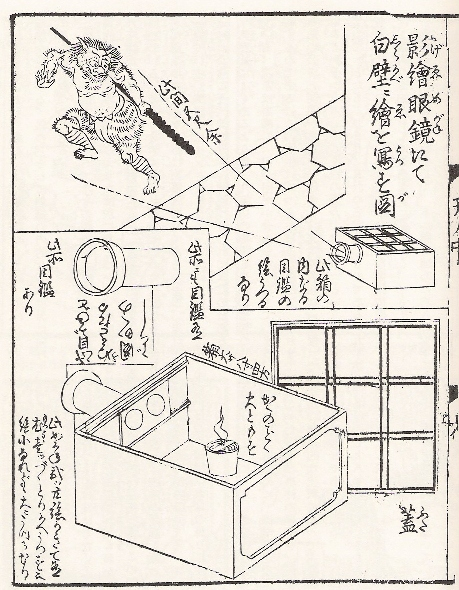
Mechanismus einer laterna magica (1779)

Japans erstes Teleskop war ein Geschenk des englischen Kapitäns John Saris an den Shōgun Tokugawa Ieyasu im Jahr 1614, als er versuchte, Handelsbeziehungen zwischen England und Japan anzubahnen. Mithin gelangte der erste Refraktor nur sechs Jahre nach seiner Erfindung durch den Niederländer Hans Lipperhey in japanische Hände.
Diese Linsenfernrohre wurden seit den 40er Jahren jenes Jahrhunderts von der Niederländischen Ostindien-Kompanie in beträchtlicher Zahl nach Japan geliefert: zum Beispiel 1640 (4 Stück), 1642 (2 Stück), 1644 (2 Stück), 1645 (20 Stück), 1646 (10 Stück), 1647 (10 Stück), 1648 (7 Stück), 1654 (41 Stück), 1658 (3 Stück), 1660 (28 Stück), 1671 (23 Stück), 1676 (19 Stück). Der an westlicher Wissenschaft und Technologie besonders interessierte Reichsinspekteur Inoue Masashige (1585–1661) wusste in jenen Jahren bereits um Galileo Galileis Beobachtungen. 1647 bestellte er „ein besonders schönes langes Fernrohr, mit dem man die vier Trabanten des Jupiters, die sonst unseren Augen verborgen sind, neben anderen kleinen Sternen entdecken kann“. Anfang des 18. Jahrhunderts finden sich in Nagasaki Handwerker, welche die gelieferten Fernrohre für den einheimischen Gebrauch herrichten und auch nachbauen können.
Nachdem der Gewehrschmied und Erfinder Kunitomo Ikkansai (1778–1840) im Jahr 1831 mehrere Monate in Edo verbracht hatte, um niederländische Objekte kennenzulernen, baute er in Nagahama (am Biwa-See) ein Gregory-Teleskop (Reflektor) nach, eine europäische Erfindung aus dem Jahr 1670. Kunitomos Spiegelteleskop hatte eine 60-fache Vergrößerung, die es ihm erlaubte, detaillierte Beobachtungen von Sonnenflecken und der Topografie des Mondes durchzuführen. Vier seiner Teleskope sind erhalten.
Lichtmikroskope waren Ende des 16. Jahrhunderts in Europa erfunden worden, doch es ist unklar, wann sie erstmals in Japan verwendet wurden. Für das 17. Jahrhundert lassen sich zunächst nur Lupen (ndl. brantglasen) nachweisen, die in beachtlicher Zahl bestellt und geliefert wurden. Einige Europäer, z. B. zum Beispiel der Arzt Engelbert Kaempfer führten einlinsige Mikroskope (Microscopium simplex bzw. Kirchers „Smicroscopium“) mit sich. Möglicherweise handelt es sich daher bei Bestellungen von luijsglaesen (Lausgläser) um solche Mikroskope. Detaillierte Beschreibungen zweilinsiger Mikroskopen findet man in den 1720 gedruckten „Nachtgeschichten aus Nagasaki“ (長崎夜話草, Nagasaki yawagusa) und später in „Allerlei Gesprächen über die Rotschöpfe“ (1787). Ebenso wie Teleskope wurden auch Mikroskope von einheimischen Handwerkern mit großer Geschicklichkeit nachgebaut. Etwa zehn Zentimeter hohe Mikroskope (微塵鏡, mijinkyō) waren als Reisemitbringsel aus Kyōto beliebt. Wie in Europa dienten die Mikroskope teils der wissenschaftlichen Beobachtung, teils dem Amusement.
Die Laterna magica war 1671 erstmals von Athanasius Kircher wissenschaftlich beschrieben worden und erfreute sich in Japan ab dem 18. Jahrhundert großer Beliebtheit. Der Mechanismus einer Laterna magica, in Japan „Schattenbildglas“ (影絵眼鏡) genannt, wurde 1779 im Buch Tengutsu (天狗通) anhand technischer Zeichnungen erklärt.
Linsen für Lochkameras (camera obscura), welche die Außenwelt auf die der Linse gegenüber liegende Wand projizieren, wurden bereits 1645 nach Japan geliefert (doncker camer glasen). Über ihre Verwendung ist jedoch nichts überliefert.
Die ersten vergrößernden Spiegel (vergrootende spiegels) für Japan erscheinen in den Lieferpapieren der Niederländischen Ostindien-Kompanie im Jahre 1637.

### Technik

#### Automaten und Uhren

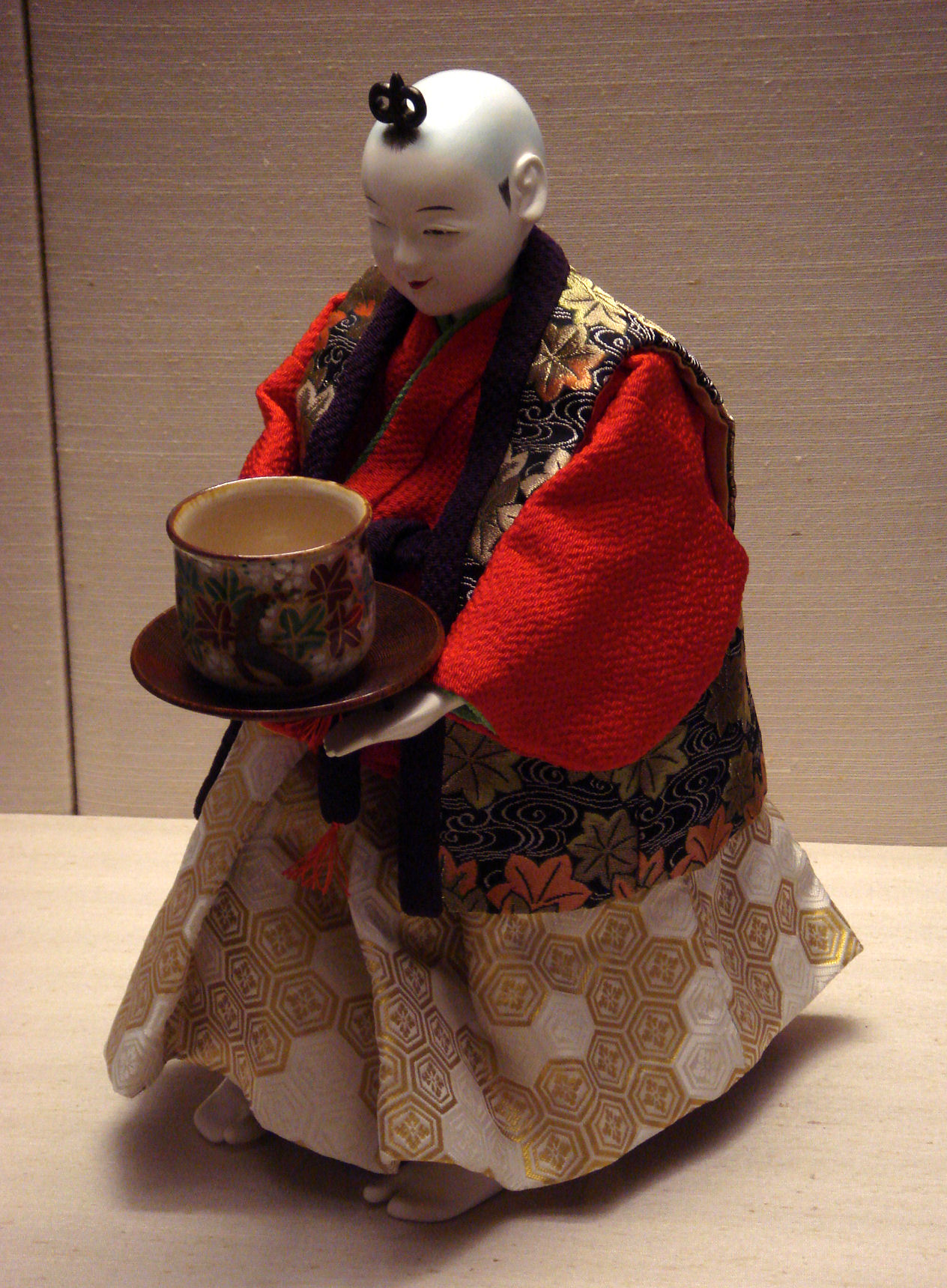
Karakuri-Teeautomat, ca. 1800

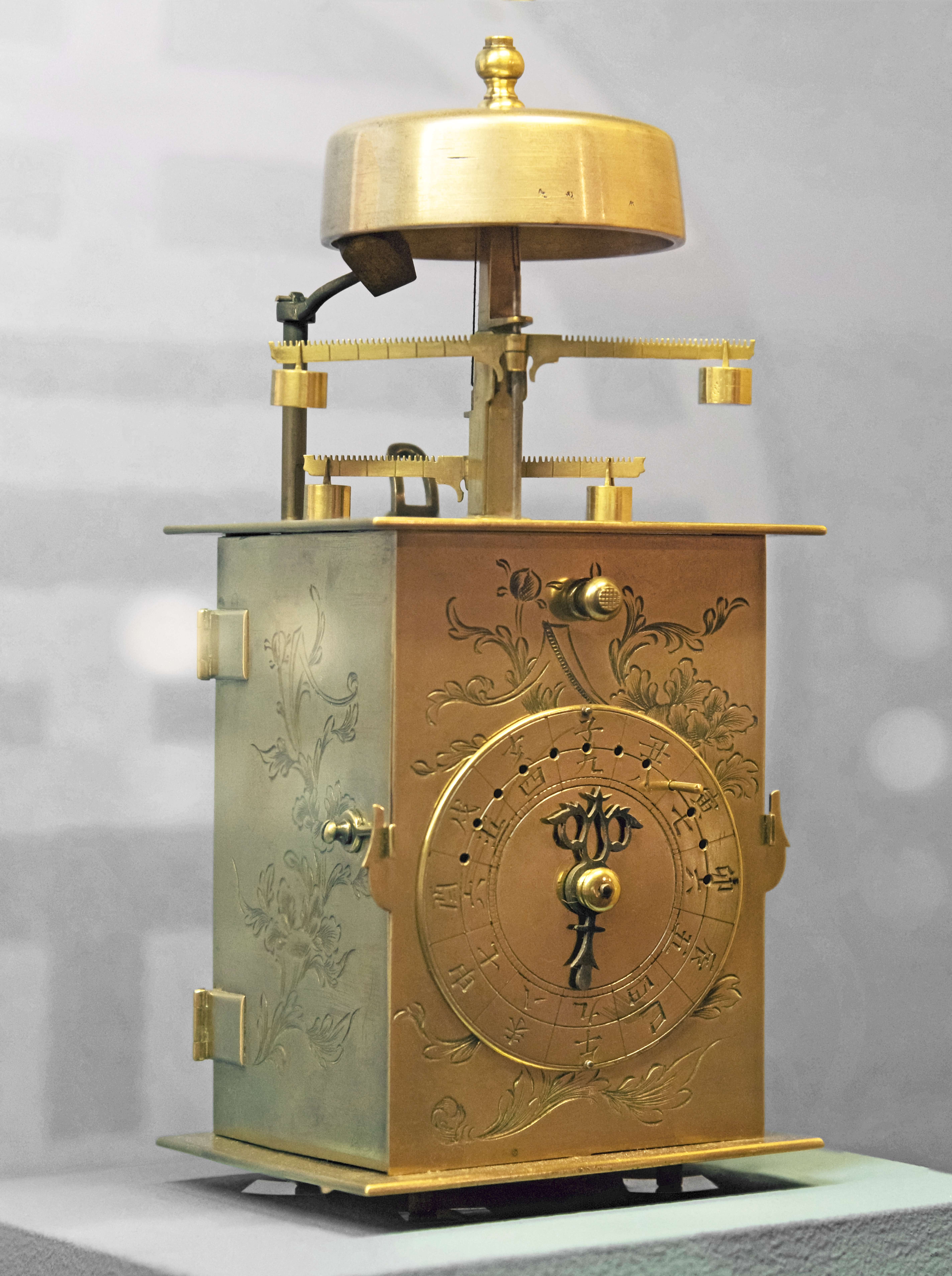
Japanische Uhr (18. Jahrhundert)

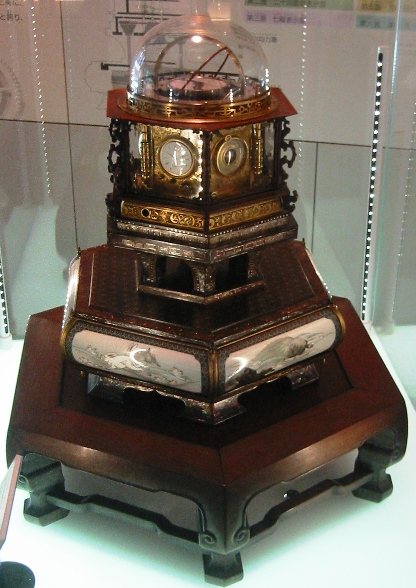
Die „Ewige Uhr“ von Tanaka Hisashige (1851)

Karakuri ningyō sind mechanische Puppen oder Automaten aus dem 18. und 19. Jahrhundert. Das Wort karakuri (絡繰り) bedeutet „mechanischer Apparat“, ningyo steht für „Puppe“. Die meisten dieser Puppen dienten dem Vergnügen, ihre Fähigkeiten reichten vom Abschießen von Pfeilen bis zum Servieren von Tee. Diese mechanischen Spielzeuge waren Vorläufer der Maschinen der industriellen Revolution und wurden durch Federmechanismen angetrieben.
Laternenuhren aus Messing oder Eisen mit Spindelhemmung gelangten im 16. Jahrhundert über die jesuitischen Missionare und seit dem 17. Jahrhundert durch die Niederländische Ostindien-Kompanie ins Land. Schon bald entwickelten einheimische Handwerker die ersten japanischen Uhren (Wadokei; dt. „Japanische Zeitmesser“). Da die Länge der sechs Zeiteinheiten des Tages im Sommer von der im Winter abwich, mussten sie ein Uhrwerk entwickeln, das diesem Unterschied gerecht wurde. Die komplexe japanische Technik fand ihren Höhepunkt 1850 in der 10000-Jahre-Uhr (mannen-tokei) des begnadeten Erfinders Tanaka Hisashige, dem späteren Gründer des Toshiba-Konzerns.

#### Pumpen

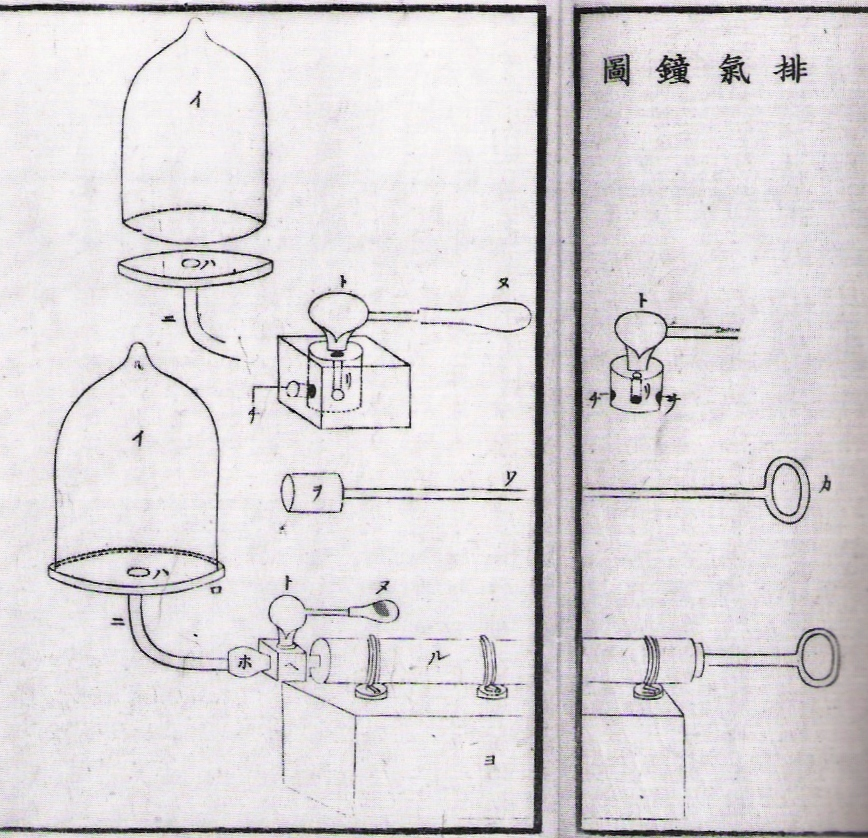
Vakuumpumpe von Utagawa Genshin (1834)

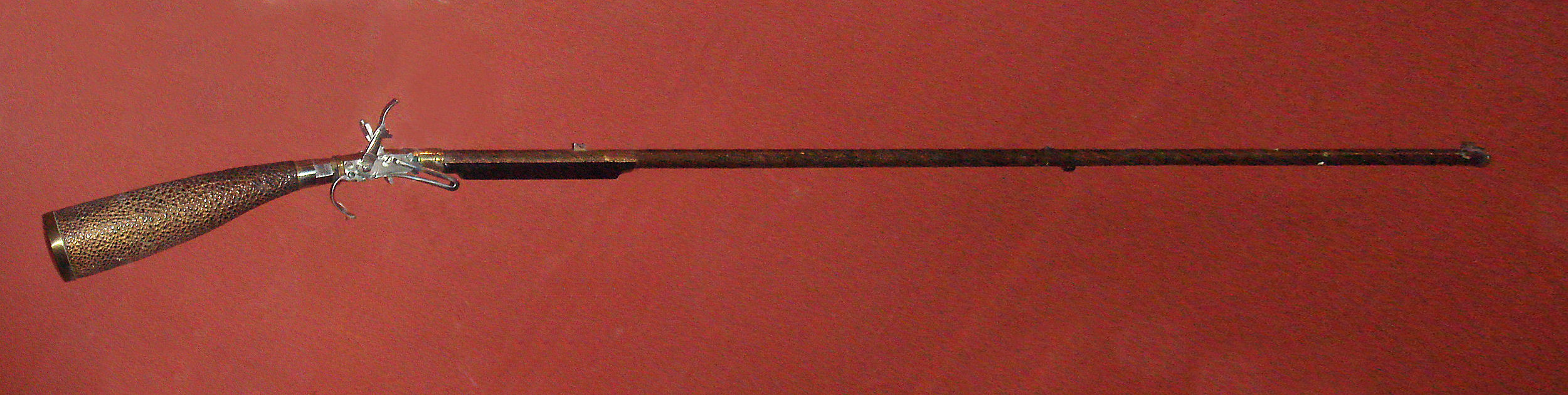
Luftgewehr von Kunitomo Ikkansai (ca. 1820–1830)

Nach den Experimenten von Robert Boyle verbreiteten sich Luftpumpen ab etwa 1660 in Europa. In Japan erschien die erste Beschreibung einer Vakuumpumpe 1825 in „Beobachtung der Atmosphäre“ (気海観瀾) von Aoji Rinso. Neun Jahre später beschrieb Utagawa Genshin sowohl Druckpumpen als auch Vakuumpumpen in „Bewundernswerte Dinge aus dem Fernen Westen“ (遠西医方名物考補遺).
Es wurden auch zahlreiche praktische Gerätschaften entwickelt, wie zum Beispiel die Luftgewehre von Kunitomo Ikkansai. Dieser hatte den Mechanismus einiger Luftgewehre repariert, welche die Niederländer dem Shōgun geschenkt hatten. Auf Grundlage der Mechanik des Luftgewehrs entwickelte er auch eine stetig brennende Öllampe, bei der das Öl   durch das ununterbrochene Pumpen komprimierter Luft entzündet wurde. In der Landwirtschaft wurde Kunitomos Erfindung für große Bewässerungspumpen genutzt.

#### Luftfahrtexperimente

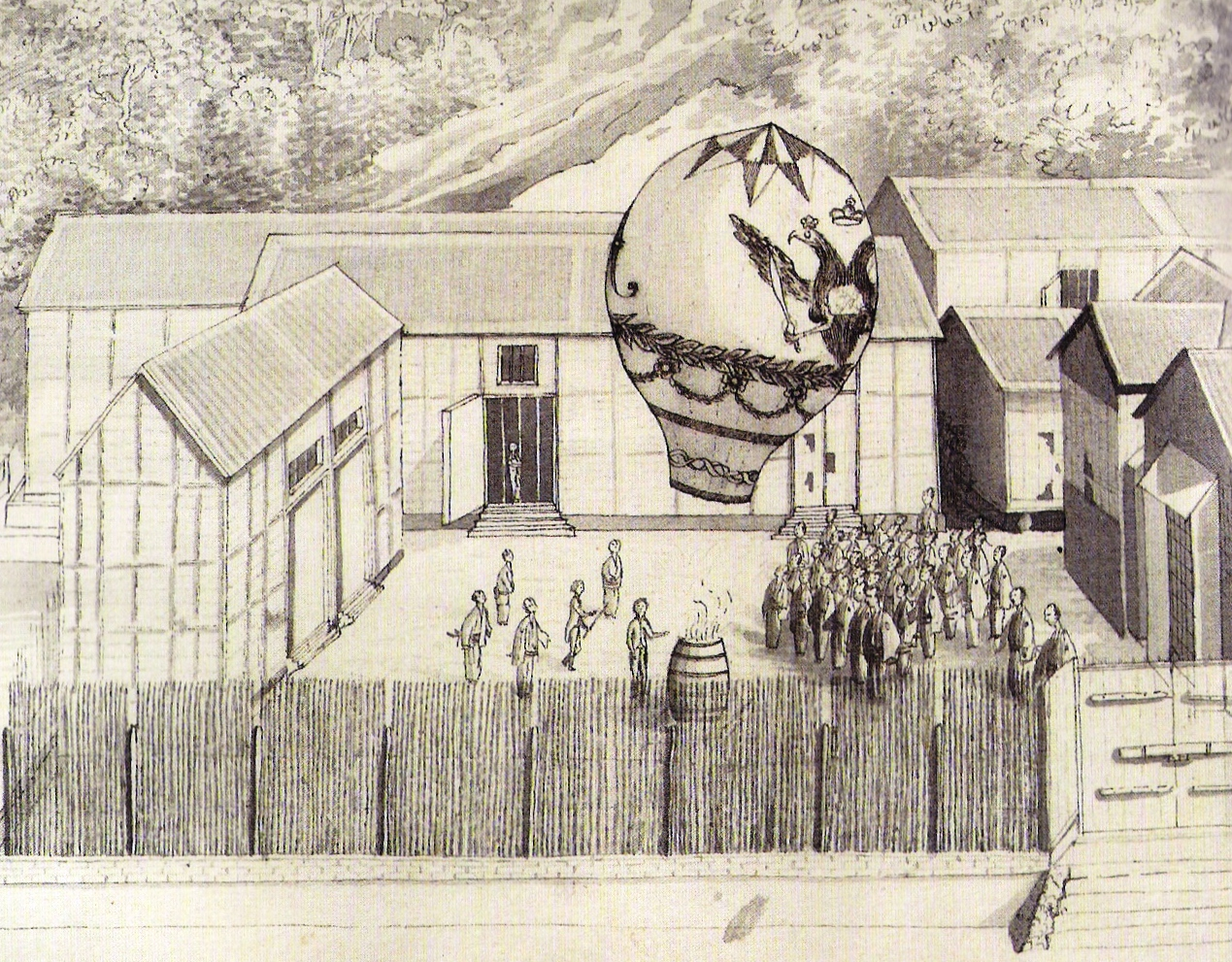
Vorführung eines Heißluftballons in Umegasaki durch Johann Caspar Horner (1805)

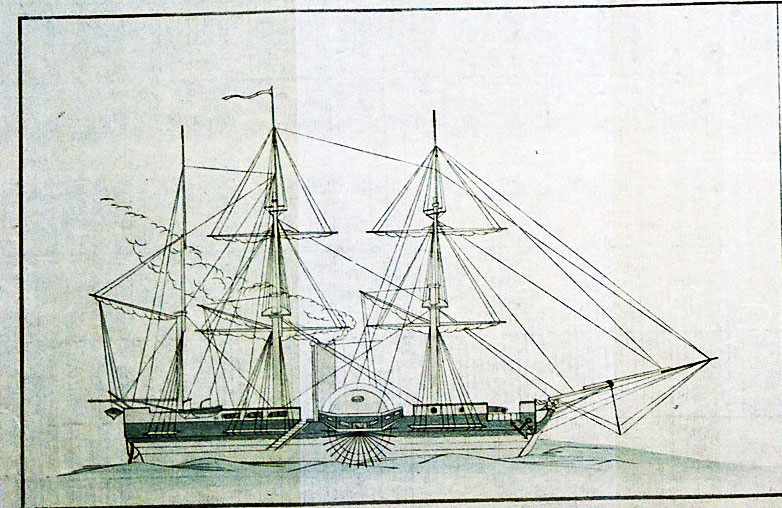
Beschreibung eines Dampfschiffs in „Überraschende Maschinen des Westens“

Mit weniger als vier Jahren Verzögerung berichteten die Niederländer 1783 in Dejima vom ersten Flug eines Heißluftballons der Gebrüder Montgolfier. Dieses Ereignis wurde 1787 in „Allerlei Gespräche über die Rotschöpfe“ beschrieben.
1805, kaum zwanzig Jahre später, bauten die deutschen Wissenschaftler Johann Caspar Horner und Georg Heinrich von Langsdorff (beide Mitglieder der Krusenstern-Expedition) einen Heißluftballon aus Japanpapier und führten die neue Technologie in Anwesenheit von 30 japanischen Delegierten vor. Heißluftballone dienten bis zur Entwicklung militärischer Ballone während der frühen Meiji-Zeit experimentellen Zwecken oder der Unterhaltung.

#### Dampfmaschinen
Das Wissen über die Dampfmaschine verbreitete sich in Japan in der ersten Hälfte des 19. Jahrhunderts. Die erste Maschine dieser Art wurde aber erst 1853 von Hisashige Tanaka konstruiert, nachdem er in der russischen Botschaft einer Vorführung von Jewfimi Putjatin beigewohnt hatte.
Die von Tanaka Tsunanori 1845 unter dem Titel „Überraschende Maschinen des Westens“ (遠西奇器述, Ensei kikijutsu) aufgezeichneten mündlichen Ausführungen des Rangaku-Gelehrten Kawamoto Kōmin wurden 1854 veröffentlicht. Zu dieser Zeit war allgemein deutlich geworden, dass das westliche Wissen nach der erzwungenen Öffnung des Landes rascher verbreitet werden musste. Das Buch enthält detaillierte Beschreibungen von Dampfmaschinen und Dampfschiffen.

### Geografie

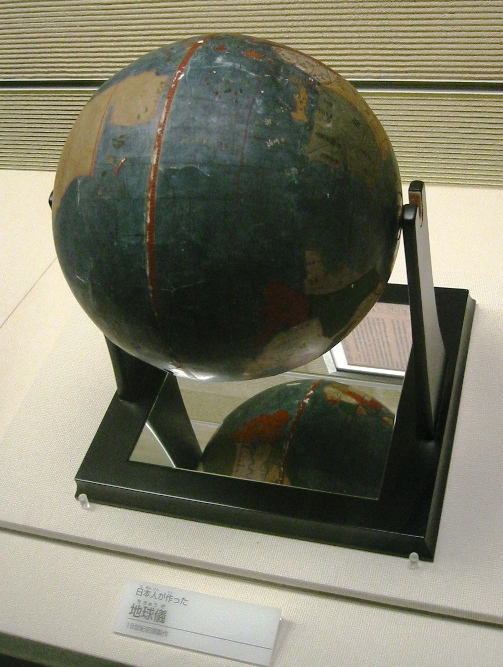
Japanischer Globus (18. Jahrhundert)

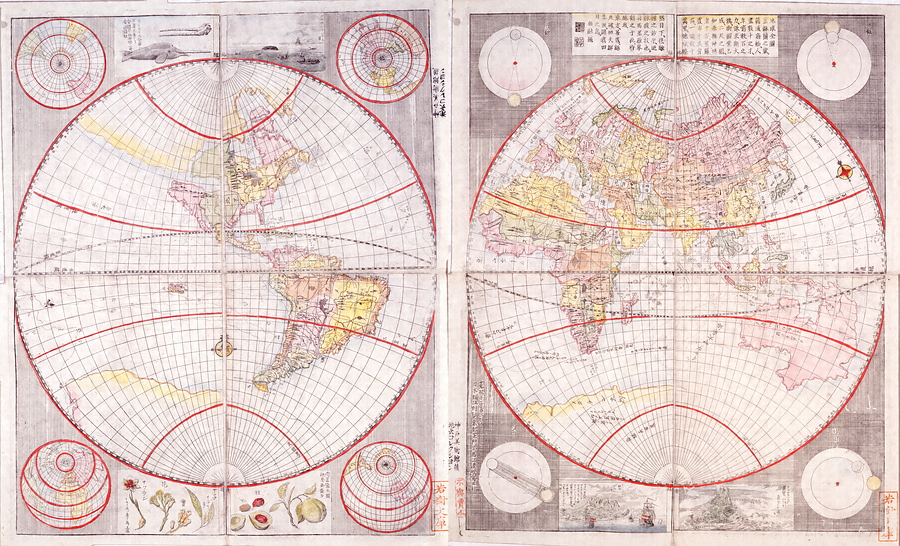
Erste japanische Kupferstichkarte, auf der Grundlage der Weltkarte von Guillaume de L’Isle angefertigt von Shiba Kōkan (1792)

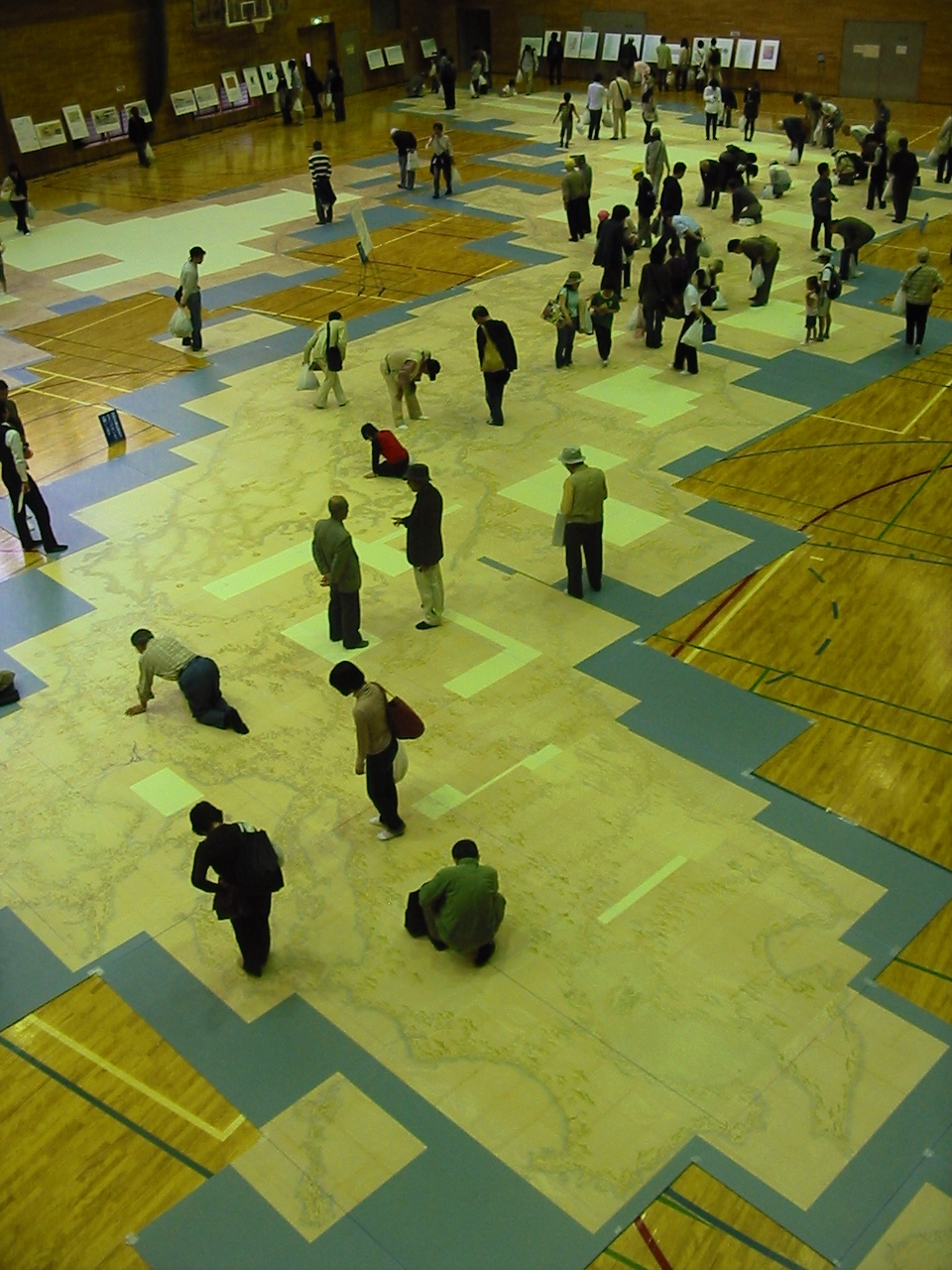
Alle Karten Japans von Inō Tadataka im Nachdruck für eine Ausstellung (2010) zusammengelegt

Modernes kartografisches Wissen der Welt wurde den Japanern während des 17. Jahrhunderts durch Karten und Globen vermittelt, welche die Niederländische Ostindien-Kompanie (VOC) ins Land brachte – in vielen Fällen aufgrund von Bestellungen hochgestellter Persönlichkeiten. Großen Einfluss übte auch die chinesische Weltkarte (坤輿万国全図) aus, die der italienische Jesuit Matteo Ricci 1602 in Peking publiziert hatte.
Dank dieser Informationen entsprach das Wissen Japans ungefähr demjenigen der europäischen Länder. Auf dieser Grundlage fertigte Shibukawa Harumi 1690 den ersten japanischen Globus.
Im 18. und 19. Jahrhundert ging man dazu über, das Land unter Nutzung westlicher Techniken zu vermessen und topografisch zu erfassen. Besonders berühmt sind die von Inō Tadataka zu Beginn des 19. Jahrhunderts erstellten Karten, die mit ihrer  Genauigkeit von bis zu 1/1000 Grad noch in der Meiji-Zeit von großem Nutzen waren.

### Biologie

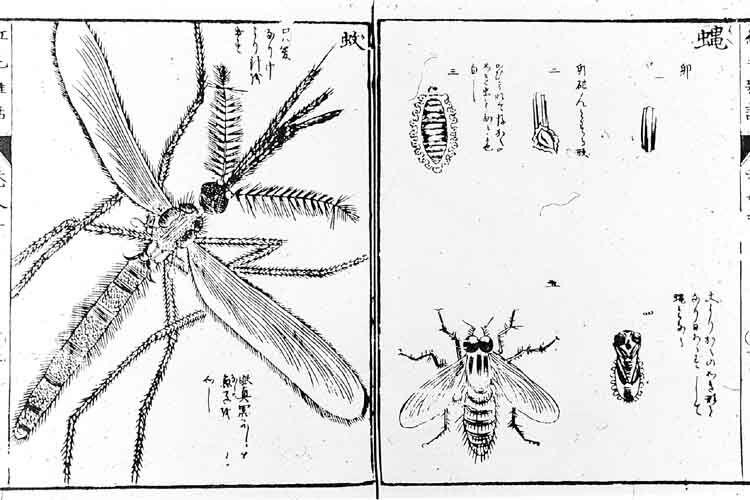
Beschreibung von Insekten in den „Lehren der Holländer“ (1787)

Die Beschreibung der Natur machte große Fortschritte, maßgeblich beeinflusst durch die Arbeiten der Enzyklopädisten und von Philipp Franz von Siebold, einem deutschen Arzt, der auf Dejima im Dienst der Niederländer stand. Itō Keisuke schrieb zahlreiche Bücher mit Beschreibungen von Tierarten der japanischen Inseln, mit Zeichnungen von beinahe fotografischer Qualität. Ebenfalls auf großes Interesse stieß die Insektenkunde, nachdem sich die Verwendung von Mikroskopen durchgesetzt hatte.
Gelegentlich kam es auch zu westlicher Übernahme japanischer Forschungen, etwa im Fall der Seidenraupenzucht. Von Siebold brachte die von Uegaki Morikuni 1802 publizierte „Geheime Abhandlung über die Seidenraupen“ (養蚕秘録, Yosan hiroku) nach Europa, wo sie von dem Japanologen J. Hoffmann ins Französische (Yo-san-fi-rok – l’art d’elever les vers a soie au Japon, 1848) und später auch ins Italienische übersetzt wurde. Während Japan im 17. Jahrhundert große Mengen an Rohseide und Seidenstoffen einführen musste, entwickelte es sich im 19. Jahrhundert zum zeitweilig weltgrößten Seidenexporteur.
Seit alters her führte man zahlreiche Pflanzen aus Asien ein. Über die Portugiesen kamen dann auch amerikanische Pflanzen wie der Tabak und die Kartoffeln ins Land. Die Lieferungen von Samen und Setzlingen wurden auch im Zeitalter des japanisch-niederländischen Austausches fortgesetzt. So führte man unter anderem den Weißkohl und die Tomate ein.
Der japanische Feld- und Gartenbau hatte jedoch ein auch in Europa nicht zu übertreffendes Niveau erreicht. Der Reichtum der japanischen Zierpflanzenzucht wurde bereits von Reisenden wie Andreas Cleyer, Georg Meister und Engelbert Kaempfer beschrieben. Besonders nach der Öffnung des Landes eilten westliche Pflanzenjäger nach Japan und brachten vielerlei Gewächse nach Europa und Amerika (Ginkgo, Hortensien, Magnolien, Fächerahorne, Biwa, Kaki, Kinkan, Kamelie, Strauchpäonien, Jungfernreben, Glyzinien usw.).

## Nachwirkung

### Nachbau der „Schwarzen Schiffe“
Als Commodore Matthew Perry die Konvention von Kanagawa aushandelte, überbrachte er den japanischen Unterhändlern auch zahlreiche Geschenke technischer Art. Darunter waren ein kleiner Telegraf sowie eine kleine Dampflokomotive mitsamt Schienen. Diese Geschenke wurden ebenfalls sogleich genauer untersucht.

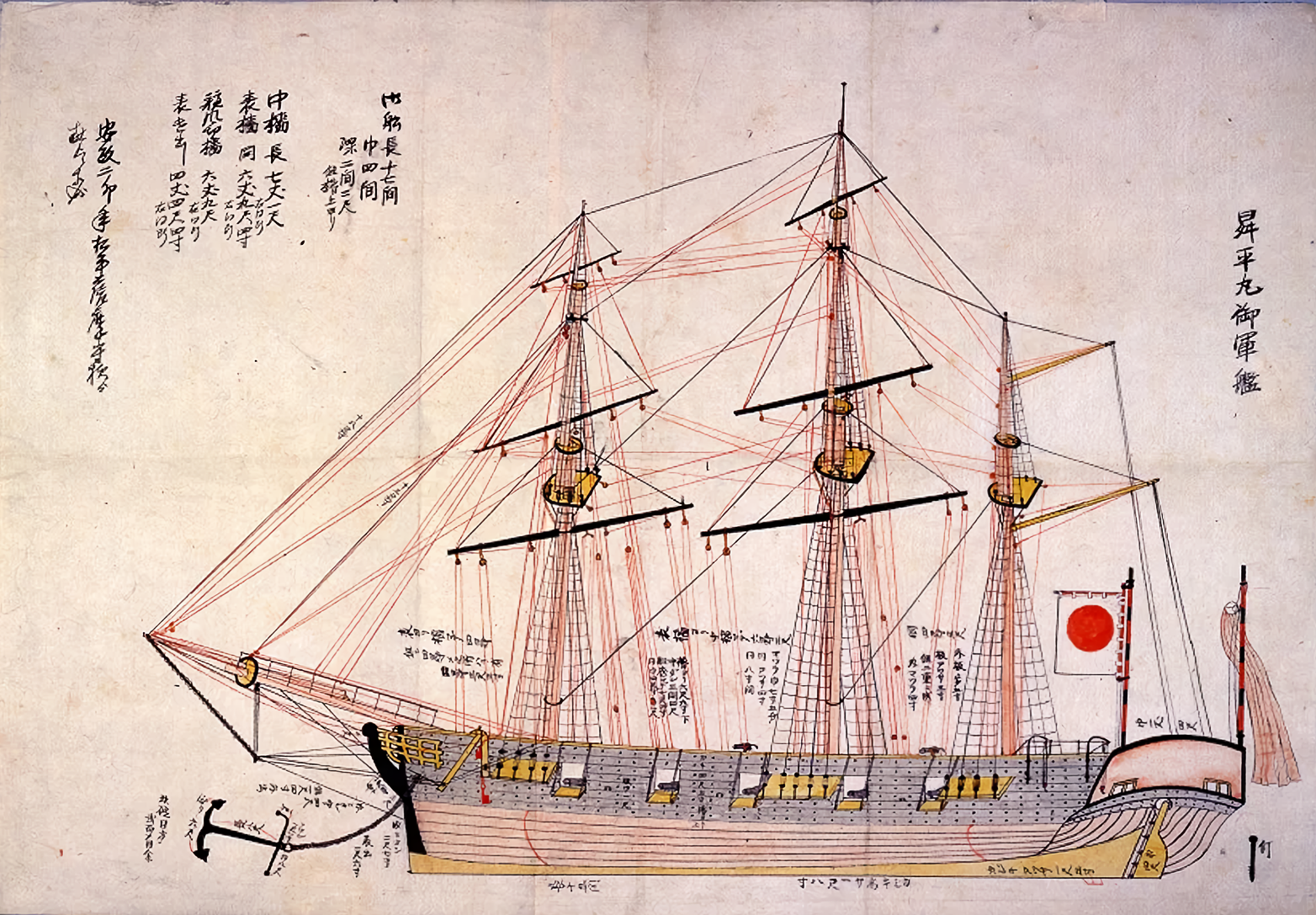
Die Shōhei Maru entstand 1854 anhand technischer Zeichnungen aus den Niederlanden

Die Bakufu, welche die Ankunft westlicher Schiffe als Bedrohung und als Faktor der Destabilisierung empfand, ordnete den Bau von Kriegsschiffen nach westlichen Methoden an. Diese Schiffe, darunter die Hōō Maru, die Shōhei Maru und die Asahi Maru, wurden innerhalb von zwei Jahren gemäß den Beschreibungen in niederländischen Büchern gebaut. Auch fanden Forschungen auf dem Gebiet der Dampfmaschinen statt. Hisashige Tanaka, der die „10.000-Jahre-Uhr“ geschaffen hatte, baute die erste japanische Dampfmaschine, basierend auf den technischen Zeichnungen aus den Niederlanden und auf Beobachtungen eines russischen Dampfschiffes, das 1853 in Nagasaki vor Anker lag. Im Lehen Satsuma baute man 1855 das erste japanische Dampfschiff, die Unkōmaru (雲行丸). Der niederländische Marineoffizier Willem Huyssen van Kattendijke bemerkte 1858 dazu:
„Es gibt ein paar Unvollkommenheiten bei den Details, doch ich ziehe meinen Hut vor der Genialität der Leute, die solche Schiffe bauen konnten, ohne die Maschine gesehen zu haben und sich nur auf einfache Zeichnungen verließen.“

### Letzte Phase der „Hollandkunde“

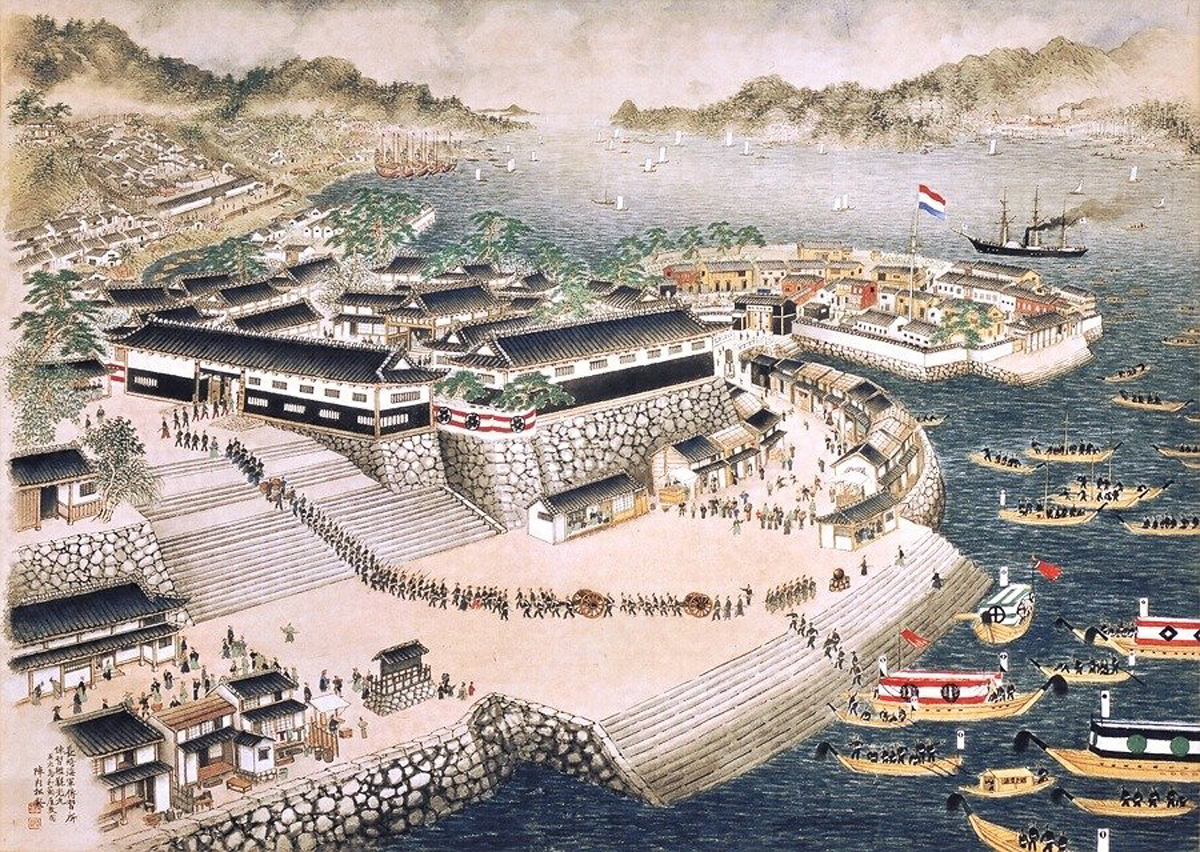
Das Marinetrainingszentrum Nagasaki

Nach der erzwungenen Öffnung Japans durch Commodore Perry hatten die Niederländer beim Transfer von westlichem Wissen noch einige Jahre eine Schlüsselrolle inne. Japan war bei der Einführung moderner Schiffsbaumethoden in hohem Maße auf ihr Know-how angewiesen. Das Marinetrainingszentrum Nagasaki (長崎海軍伝習所) entstand 1855 auf Anweisung des Shōgun, um eine reibungslose Zusammenarbeit mit den Niederländern zu ermöglichen. Von 1855 bis 1859 lehrten hier niederländische Marineoffiziere, bis das Zentrum nach Tsukiji in Tokio verlegt wurde, wo britische Lehrmeister dominierten.
Zur Ausstattung des Zentrums gehörte das Dampfschiff Kankō Maru, das 1855 von der niederländischen Regierung an Japan übergeben worden war. Einige begabte Studenten im Trainingszentrum, darunter der spätere Admiral Enomoto Takeaki, wurden für fünf Jahre (1862–1867) in die Niederlande geschickt, um ihr Wissen über die Seekriegskunst zu vertiefen.

### Anhaltender Einfluss der Hollandkunde
Zahlreiche Gelehrte der Hollandkunde spielten eine Schlüsselrolle bei der Modernisierung Japans. Wissenschaftler wie Fukuzawa Yukichi, Ōtori Keisuke, Yoshida Shōin, Katsu Kaishu und Sakamoto Ryōma erweiterten ihr Wissen, das sie sich während der Isolation Japans angeeignet hatten, und sorgten gegen Ende der Edo-Zeit und in den folgenden Jahrzehnten dafür, dass als Sprache der Forschung Englisch und Deutsch (Medizin, Jura, Forstwirtschaft usw.) an die Stelle des Niederländischen traten.
Diese Gelehrten befürworteten in der Endphase der Tokugawa-Herrschaft eine Hinwendung zur westlichen Wissenschaft und Technik. Damit stießen sie jedoch auf den Widerstand isolationistischer Gruppen wie die für den Erhalt des Shōgunats kämpfende Samurai-Miliz Shinsengumi (dt. „neuer auserwählter Verband“). Einige wurden ermordet, so Sakuma Shozan im Jahre 1864 und drei Jahre darauf Sakamoto Ryōma.